# Kjerag
Kjerag, též Kiragg, je norská hora rozkládající se při východním konci Lysefjordu v katastru obce Forsand v kraji Rogaland. Její nejvyšší bod se nachází v nadmořské výšce 1110 m, ale nejvíce návštěvníků přitahuje její severní výběžek do fjordu Lysefjorden. Nachází se ve výšce 984 m a proslavil se balvanem „Kjeragbolten“ o objemu přibližně 5 m³, který uvízl mezi dvěma skalami. Dnes je z něj známá turistická atrakce. Kromě velkého množství turistů je také cílem lidí provozujících BASE jumping. Několik z nich zde již nalezlo svoji smrt.
Na vrchol se dá nejlépe dostat po značené cestě z turistického centra Øygardstølen. Cesta trvá přibližně 2,5 až 3 hodiny oběma směry. Výstup se klasifikuje jako obtížný, některé skalní partie mohou být za deště kluzké.